# Convocazioni per il campionato mondiale maschile di pallamano 2017
Elenco dei giocatori convocati da ciascuna Nazionale partecipante al campionato mondiale maschile di pallamano 2017.
Età, squadre, presenze e reti aggiornate all'11 gennaio 2017.

## Girone A

### Brasile
Commissario tecnico: Washington Nunes
| N. | Pos. | Nome               | Data di nascita (età)      | Altezza | Pres. | Reti | Squadra               |
| -- | ---- | ------------------ | -------------------------- | ------- | ----- | ---- | --------------------- |
| 1  | GK   | Maik dos Santos    | 6 settembre 1980 (36 anni) | 1,80 m  | 212   | 6    | Al-Rayan              |
| 2  | CB   | Henrique Teixeira  | 27 febbraio 1989 (27 anni) | 1,92 m  | 104   | 155  | BM Huesca             |
| 4  | CB   | João Pedro Silva   | 29 gennaio 1994 (22 anni)  | 1,90 m  | 53    | 114  | Chambéry Savoie       |
| 6  | LW   | Guilherme Torriani | 6 febbraio 1999 (17 anni)  | 1,86 m  | 0     | 0    | HC Taubaté            |
| 9  | RW   | Lucas Cândido      | 19 marzo 1989 (27 anni)    | 1,85 m  | 67    | 110  | Ciudad de Guadalajara |
| 10 | RB   | José Toledo        | 11 gennaio 1994 (23 anni)  | 1,93 m  | 55    | 137  | Wisła Płock           |
| 14 | LB   | Thiagus dos Santos | 25 gennaio 1989 (27 anni)  | 1,98 m  | 110   | 182  | Pick Szeged           |
| 17 | P    | Alexandro Pozzer   | 21 dicembre 1988 (28 anni) | 1,92 m  | 73    | 97   | Puerto Sagunto        |
| 19 | RW   | Fábio Chiuffa      | 10 marzo 1989 (27 anni)    | 1,87 m  | 110   | 246  | KIF Kolding København |
| 26 | RB   | Oswaldo Guimarães  | 23 ottobre 1989 (27 anni)  | 1,83 m  | 49    | 74   | SCDR Anaitasuna       |
| 28 | RB   | Gabriel Ceretta    | 12 giugno 1997 (19 anni)   | 1,97 m  | 3     | 6    | FC Barcelona          |
| 31 | P    | Rogério Moraes     | 11 gennaio 1994 (23 anni)  | 2,04 m  | 17    | 29   | HC Vardar             |
| 32 | LW   | Cleryston Novais   | 15 ottobre 1992 (24 anni)  | 1,80 m  | 10    | 5    | AD Juiz de Fora       |
| 35 | LB   | Thiago Ponciano    | 8 maggio 1994 (22 anni)    | 1,93 m  | 3     | 0    | Ciudad Encantada      |
| 37 | LB   | Haniel Langaro     | 7 marzo 1995 (21 anni)     | 1,97 m  | 29    | 55   | Ciudad de Logroño     |
| 44 | CB   | Leonardo Dutra     | 29 marzo 1996 (20 anni)    | 1,84 m  | 0     | 0    | EC Pinheiros          |
| 89 | GK   | César Almeida      | 6 gennaio 1989 (28 anni)   | 1,87 m  | 66    | 1    | ØIF Arendal           |

### Francia
Commissario tecnico: Didier Dinart/Guillaume Gille
| N. | Pos. | Nome               | Data di nascita (età)       | Altezza | Pres. | Reti | Squadra                |
| -- | ---- | ------------------ | --------------------------- | ------- | ----- | ---- | ---------------------- |
| 5  | RB   | Nedim Remili       | 18 luglio 1995 (21 anni)    | 1,95 m  | 14    | 30   | Paris Saint-Germain    |
| 6  | LB   | Olivier Nyokas     | 28 giugno 1986 (30 anni)    | 1,88 m  | 19    | 32   | HBC Nantes             |
| 8  | CB   | Daniel Narcisse    | 16 dicembre 1979 (37 anni)  | 1,89 m  | 300   | 912  | Paris Saint-Germain    |
| 12 | GK   | Vincent Gérard     | 16 dicembre 1986 (30 anni)  | 1,89 m  | 47    | 3    | Montpellier            |
| 13 | CB   | Nikola Karabatić   | 11 aprile 1984 (32 anni)    | 1,96 m  | 273   | 1093 | Paris Saint-Germain    |
| 14 | LW   | Kentin Mahé        | 22 maggio 1991 (25 anni)    | 1,86 m  | 63    | 189  | SG Flensburg-Handewitt |
| 16 | GK   | Thierry Omeyer     | 2 novembre 1976 (40 anni)   | 1,92 m  | 347   | 4    | Paris Saint-Germain    |
| 17 | LB   | Timothey N'Guessan | 18 settembre 1992 (24 anni) | 1,96 m  | 38    | 74   | FC Barcelona           |
| 18 | LB   | William Accambray  | 8 aprile 1988 (28 anni)     | 1,94 m  | 90    | 204  | Paris Saint-Germain    |
| 19 | RW   | Luc Abalo          | 6 settembre 1984 (32 anni)  | 1,82 m  | 217   | 707  | Paris Saint-Germain    |
| 20 | P    | Cédric Sorhaindo   | 7 giugno 1984 (32 anni)     | 1,92 m  | 172   | 360  | FC Barcelona           |
| 21 | LW   | Michaël Guigou     | 28 gennaio 1982 (34 anni)   | 1,79 m  | 237   | 845  | Montpellier            |
| 22 | P    | Luka Karabatić     | 19 aprile 1988 (28 anni)    | 2,02 m  | 64    | 75   | Paris Saint-Germain    |
| 23 | P    | Ludovic Fabregas   | 1º luglio 1996 (20 anni)    | 1,98 m  | 28    | 17   | Montpellier            |
| 27 | RB   | Adrien Dipanda     | 3 maggio 1988 (28 anni)     | 2,02 m  | 24    | 37   | Saint-Raphaël          |
| 28 | RB   | Valentin Porte     | 7 settembre 1990 (26 anni)  | 1,90 m  | 70    | 187  | Montpellier HB         |
| 32 | RB   | Dika Mem           | 31 agosto 1997 (19 anni)    | 1,94 m  | 2     | 1    | FC Barcelona           |

### Giappone
Commissario tecnico: Antonio Carlos Ortega
| N. | Pos. | Nome              | Data di nascita (età)       | Altezza | Pres. | Reti | Squadra          |
| -- | ---- | ----------------- | --------------------------- | ------- | ----- | ---- | ---------------- |
| 5  | RB   | Kairi Kochi       | 22 gennaio 1985 (31 anni)   | 1,86 m  | 73    | 178  | Toyota Auto Body |
| 6  | P    | Takashi Kato      | 30 ottobre 1989 (27 anni)   | 1,88 m  | 35    | 34   | Daido Steel      |
| 8  | RW   | Jin Watanabe      | 17 gennaio 1990 (26 anni)   | 1,83 m  | 33    | 116  | Toyota Auto Body |
| 10 | P    | Daichi Komuro     | 28 giugno 1988 (28 anni)    | 1,88 m  | 25    | 16   | Osaki Osol       |
| 12 | GK   | Masatake Kimura   | 1º maggio 1990 (26 anni)    | 1,84 m  | 22    | 0    | Osaki Osol       |
| 17 | CB   | Kento Uegaki      | 17 ottobre 1990 (26 anni)   | 1,80 m  | 16    | 48   | Osaki Osol       |
| 19 | RB   | Shinnosuke Tokuda | 6 dicembre 1995 (21 anni)   | 1,78 m  | 8     | 20   | Univ. of Tsukuba |
| 21 | GK   | Akihito Kai       | 29 aprile 1987 (29 anni)    | 1,84 m  | 58    | 0    | Toyota Auto Body |
| 23 | LW   | Goki Koshio       | 18 settembre 1991 (25 anni) | 1,82 m  | 3     | 7    | Toyoda Gosei     |
| 24 | LB   | Hiroki Shida      | 24 giugno 1989 (27 anni)    | 1,89 m  | 47    | 141  | Osaki Osol       |
| 25 | RW   | Hiroki Motoki     | 14 febbraio 1992 (24 anni)  | 1,82 m  | 29    | 73   | Osaki Osol       |
| 27 | P    | Hiroyasu Tamakawa | 27 aprile 1995 (21 anni)    | 1,98 m  | 0     | 0    | Kokushikan Univ. |
| 29 | CB   | Yuto Agarie       | 6 luglio 1993 (23 anni)     | 1,83 m  | 9     | 18   | Daido Steel      |
| 30 | LB   | Kohei Narita      | 15 giugno 1989 (27 anni)    | 1,90 m  | 34    | 73   | Wakunaga Leolic  |
| 31 | CB   | Atsushi Mekaru    | 3 aprile 1985 (31 anni)     | 1,81 m  | 10    | 37   | Puente Genil     |
| 32 | LW   | Remi Anri Doi     | 28 settembre 1989 (27 anni) | 1,81 m  | 8     | 22   | Chambéry Savoie  |
| 33 | GK   | Takayuki Shimuzu  | 27 agosto 1983 (33 anni)    | 1,86 m  | 25    | 0    | Wakunaga Leolic  |

### Norvegia
Commissario tecnico: Christian Berge
| N. | Pos. | Nome                     | Data di nascita (età)       | Altezza | Pres. | Reti | Squadra               |
| -- | ---- | ------------------------ | --------------------------- | ------- | ----- | ---- | --------------------- |
| 5  | CB   | Sander Sagosen           | 14 settembre 1995 (21 anni) | 1,95 m  | 48    | 156  | Aalborg Håndbold      |
| 7  | P    | Joakim Hykkerud          | 10 febbraio 1986 (30 anni)  | 1,94 m  | 58    | 66   | TSV Hannover-Burgdorf |
| 8  | P    | Bjarte Myrhol            | 29 maggio 1982 (34 anni)    | 1,94 m  | 192   | 553  | Skjern Håndbold       |
| 9  | P    | Petter Øverby            | 26 marzo 1992 (24 anni)     | 1,94 m  | 39    | 11   | Elverum Håndball      |
| 12 | GK   | Ole Erevik               | 9 gennaio 1981 (36 anni)    | 1,96 m  | 181   | 0    | Pays d’Aix UC         |
| 15 | RB   | Kent Robin Tønnesen      | 5 giugno 1991 (25 anni)     | 1,96 m  | 66    | 154  | Füchse Berlin         |
| 16 | GK   | Espen Christensen        | 17 giugno 1985 (31 anni)    | 1,90 m  | 53    | 0    | GOG Håndbold          |
| 17 | LW   | Magnus Jøndal            | 7 febbraio 1988 (28 anni)   | 1,87 m  | 89    | 226  | GOG Håndbold          |
| 19 | RW   | Kristian Bjørnsen        | 10 gennaio 1989 (28 anni)   | 1,91 m  | 66    | 301  | HSG Wetzlar           |
| 20 | LW   | André Lindboe            | 3 novembre 1988 (28 anni)   | 1,78 m  | 43    | 86   | Elverum Håndball      |
| 21 | P    | Magnus Gullerud          | 13 novembre 1991 (25 anni)  | 1,96 m  | 70    | 81   | GWD Minden            |
| 23 | RB   | Magnus Abelvik Rød       | 7 luglio 1997 (19 anni)     | 2,01 m  | 3     | 6    | Bækkelagets SK        |
| 24 | CB   | Christian O'Sullivan     | 22 agosto 1991 (25 anni)    | 1,90 m  | 61    | 83   | SC Magdeburg          |
| 25 | RB   | Eivind Tangen            | 4 maggio 1993 (23 anni)     | 1,95 m  | 33    | 42   | HC Midtjylland        |
| 26 | LB   | Gøran Søgard Johannessen | 26 aprile 1994 (22 anni)    | 1,94 m  | 14    | 23   | GOG Håndbold          |
| 30 | GK   | Torbjørn Bergerud        | 16 luglio 1994 (22 anni)    | 1,99 m  | 19    | 0    | Team Tvis Holstebro   |
| 89 | LB   | Espen Lie Hansen         | 1º marzo 1989 (27 anni)     | 1,96 m  | 111   | 371  | HC Midtjylland        |

### Polonia
Commissario tecnico: Talant Dujšebaev
| N. | Pos. | Nome                 | Data di nascita (età)       | Altezza | Pres. | Reti | Squadra                  |
| -- | ---- | -------------------- | --------------------------- | ------- | ----- | ---- | ------------------------ |
| 2  | P    | Marek Daćko          | 29 marzo 1991 (25 anni)     | 1,98 m  | 5     | 5    | Górnik Zabrze            |
| 4  | CB   | Krzysztof Łyżwa      | 29 maggio 1990 (26 anni)    | 1,95 m  | 2     | 2    | Azoty Puławy             |
| 5  | LW   | Mateusz Jachlewski   | 27 dicembre 1984 (32 anni)  | 1,84 m  | 121   | 255  | Vive Targi Kielce        |
| 6  | LW   | Przemysław Krajewski | 20 gennaio 1987 (29 anni)   | 1,84 m  | 80    | 158  | Azoty Puławy             |
| 7  | CB   | Paweł Niewrzawa      | 28 settembre 1992 (24 anni) | 1,89 m  | 4     | 2    | GKŻ Wybrzeże             |
| 10 | P    | Patryk Walczak       | 29 luglio 1992 (24 anni)    | 1,98 m  | 1     | 2    | Vive Targi Kielce        |
| 12 | GK   | Mateusz Kornecki     | 5 giugno 1994 (22 anni)     | 1,94 m  | 1     | 0    | Górnik Zabrze            |
| 25 | RW   | Arkadiusz Moryto     | 31 agosto 1997 (19 anni)    | 1,82 m  | 2     | 0    | Zagłębie Lubin           |
| 26 | RW   | Michał Daszek        | 27 giugno 1992 (24 anni)    | 1,80 m  | 69    | 153  | Wisła Płock              |
| 28 | P    | Maciej Gębala        | 10 gennaio 1994 (23 anni)   | 2,00 m  | 14    | 7    | Wisła Płock              |
| 30 | RB   | Rafał Przybylski     | 19 febbraio 1991 (25 anni)  | 1,97 m  | 10    | 14   | Azoty Puławy             |
| 33 | RB   | Paweł Paczkowski     | 14 giugno 1993 (23 anni)    | 1,95 m  | 11    | 9    | Vive Targi Kielce        |
| 38 | CB   | Łukasz Gierak        | 22 giugno 1988 (28 anni)    | 1,92 m  | 14    | 12   | TuS Nettelstedt-Lübbecke |
| 48 | LB   | Tomasz Gębala        | 23 novembre 1995 (21 anni)  | 2,12 m  | 4     | 8    | Wisła Płock              |
| 49 | LB   | Piotr Chrapkowski    | 24 marzo 1988 (28 anni)     | 2,02 m  | 69    | 110  | Vive Targi Kielce        |
| 61 | GK   | Adam Malcher         | 21 maggio 1986 (30 anni)    | 1,98 m  | 37    | 1    | Gwardia Opole            |
| 94 | GK   | Adam Morawski        | 17 ottobre 1994 (22 anni)   | 1,90 m  | 3     | 0    | Wisła Płock              |

### Russia
Commissario tecnico: Dmitri Torgovanov
| N. | Pos. | Nome                   | Data di nascita (età)       | Altezza | Pres. | Reti | Squadra              |
| -- | ---- | ---------------------- | --------------------------- | ------- | ----- | ---- | -------------------- |
| 5  | RB   | Dmitrii Kiselev        | 15 novembre 1994 (22 anni)  | 1,93 m  | 7     | 9    | St. Petersburg       |
| 6  | RW   | Daniil Shishkarev      | 6 luglio 1988 (28 anni)     | 1,89 m  | 86    | 196  | RK Vardar            |
| 7  | RW   | Dmitry Kovalyov        | 15 maggio 1982 (34 anni)    | 1,80 m  | 175   | 439  | Chekhovskiye Medvedi |
| 9  | CB   | Alexander Shkurinskiy  | 11 aprile 1995 (21 anni)    | 1,90 m  | 5     | 7    | SKIF Krasnodar       |
| 10 | P    | Alexander Chernoivanov | 13 febbraio 1979 (37 anni)  | 2,05 m  | 116   | 232  | Chekhovskiye Medvedi |
| 11 | CB   | Pavel Atman            | 25 maggio 1987 (29 anni)    | 1,90 m  | 107   | 204  | Meshkov Brest        |
| 12 | GK   | Vadim Bogdanov         | 26 marzo 1986 (30 anni)     | 1,97 m  | 84    | 0    | Azoty-Puławy         |
| 13 | LB   | Sergei Gorbok          | 4 dicembre 1982 (34 anni)   | 1,96 m  | 61    | 206  | Pick Szeged          |
| 16 | GK   | Dmitry Pavlenko        | 1º gennaio 1991 (26 anni)   | 1,90 m  | 17    | 0    | Chekhovskiye Medvedi |
| 17 | LB   | Aleksandr Dereven      | 26 marzo 1992 (24 anni)     | 1,99 m  | 15    | 36   | RK Vardar            |
| 20 | P    | Mikhail Chipurin       | 17 novembre 1980 (36 anni)  | 1,85 m  | 208   | 505  | Ivry Handball        |
| 21 | P    | Gleb Kalarash          | 29 novembre 1990 (26 anni)  | 2,05 m  | 26    | 39   | Motor Zaporozhye     |
| 25 | RB   | Sergey Shelmenko       | 5 aprile 1983 (33 anni)     | 1,96 m  | 74    | 160  | Motor Zaporozhye     |
| 31 | LW   | Timur Dibirov          | 30 luglio 1983 (33 anni)    | 1,80 m  | 175   | 600  | RK Vardar            |
| 44 | LW   | Igor Soroka            | 27 maggio 1991 (25 anni)    | 1,80 m  | 29    | 85   | Motor Zaporozhye     |
| 55 | LB   | Azat Valiullin         | 1º settembre 1990 (26 anni) | 2,07 m  | 9     | 1    | TBV Lemgo            |
| 87 | GK   | Victor Kireev          | 5 maggio 1987 (29 anni)     | 1,90 m  | 25    | 0    | Motor Zaporozhye     |
| 89 | CB   | Dmitry Zhitnikov       | 20 novembre 1989 (27 anni)  | 1,85 m  | 91    | 206  | Wisła Płock          |

## Girone B

### Angola
Commissario tecnico: Filipe Cruz
| N. | Pos. | Nome                  | Data di nascita (età)       | Altezza | Pres. | Reti | Squadra                  |
| -- | ---- | --------------------- | --------------------------- | ------- | ----- | ---- | ------------------------ |
| 1  | GK   | Julião Gaspar         | 28 marzo 1990 (26 anni)     | 1,90 m  | 5     | 0    | G.D. Interclube          |
| 4  | P    | Yaroslav Aguiar       | 11 giugno 1985 (31 anni)    | 2,00 m  | 0     | 0    | G.D. Interclube          |
| 5  | CB   | Romé Hebo             | 11 aprile 1992 (24 anni)    | 1,90 m  | 47    | 65   | Primeiro de Agosto       |
| 6  | RB   | Osvaldo Mulenessa     | 3 febbraio 1986 (30 anni)   | 1,70 m  | 29    | 37   | Primeiro de Agosto       |
| 7  | LW   | Elias António         | 30 maggio 1987 (29 anni)    | 1,70 m  | 24    | 38   | Atlética de Águas Santas |
| 8  | LB   | Belchior Camuanga     | 21 agosto 1983 (33 anni)    | 1,70 m  | 36    | 85   | Primeiro de Agosto       |
| 9  | CB   | Adilson Maneco        | 2 marzo 1993 (23 anni)      | 1,70 m  | 32    | 32   | Primeiro de Agosto       |
| 11 | P    | Gabriel Teca          | 2 febbraio 1991 (25 anni)   | 2,00 m  | 24    | 4    | Primeiro de Agosto       |
| 12 | GK   | Gilberto Figueira     | 25 gennaio 1988 (28 anni)   | 2,00 m  | 5     | 0    | Marinha de Guerra        |
| 13 | CB   | Manuel Nascimento     | 15 marzo 1994 (22 anni)     | 1,80 m  | 33    | 83   | Marinha de Guerra        |
| 14 | LW   | Nestor Kinanga        | 23 settembre 1988 (28 anni) | 1,70 m  | 0     | 0    | G.D. Interclube          |
| 16 | GK   | Giovane Muachissengue | 20 febbraio 1984 (32 anni)  | 1,80 m  | 50    | 0    | Primeiro de Agosto       |
| 17 | LB   | Sérgio Lopes          | 2 giugno 1983 (33 anni)     | 1,90 m  | 58    | 161  | Primeiro de Agosto       |
| 21 | RW   | Adelino Pestana       | 11 marzo 1992 (24 anni)     | 1,80 m  | 42    | 80   | G.D. Interclube          |
| 79 | RW   | Edvaldo Ferreira      | 28 maggio 1990 (26 anni)    | 2,00 m  | 24    | 103  | Étoile Sportive du Sahel |

### Islanda
Commissario tecnico: Geir Sveinsson
| N. | Pos. | Nome                      | Data di nascita (età)       | Altezza | Pres. | Reti | Squadra               |
| -- | ---- | ------------------------- | --------------------------- | ------- | ----- | ---- | --------------------- |
| 1  | GK   | Björgvin Páll Gústavsson  | 24 maggio 1985 (31 anni)    | 1,93 m  | 183   | 5    | Bergischer HC         |
| 3  | P    | Kári Kristjánsson         | 28 ottobre 1984 (32 anni)   | 1,98 m  | 116   | 140  | ÍBV                   |
| 5  | RB   | Rúnar Kárason             | 24 maggio 1988 (28 anni)    | 1,96 m  | 74    | 163  | TSV Hannover-Burgdorf |
| 6  | RB   | Ásgeir Örn Hallgrímsson   | 17 febbraio 1984 (32 anni)  | 1,91 m  | 237   | 405  | USAM Nîmes            |
| 7  | LB   | Arnór Atlason             | 23 luglio 1984 (32 anni)    | 1,91 m  | 187   | 423  | Aalborg Håndbold      |
| 9  | LW   | Guðjón Valur Sigurðsson   | 8 agosto 1979 (37 anni)     | 1,87 m  | 328   | 1727 | Rhein-Neckar Löwen    |
| 12 | GK   | Aron Rafn Eðvarðsson      | 1º settembre 1989 (27 anni) | 2,02 m  | 68    | 4    | SG BBM Bietigheim     |
| 13 | LB   | Ólafur Guðmundsson        | 13 maggio 1990 (26 anni)    | 1,94 m  | 76    | 85   | IFK Kristianstad      |
| 14 | RW   | Arnór Þór Gunnarsson      | 23 ottobre 1987 (29 anni)   | 1,81 m  | 66    | 152  | Bergischer HC         |
| 21 | P    | Arnar Freyr Arnarsson     | 14 marzo 1996 (20 anni)     | 2,01 m  | 6     | 1    | IFK Kristianstad      |
| 25 | LW   | Bjarki Már Elísson        | 16 maggio 1990 (26 anni)    | 1,91 m  | 24    | 50   | Füchse Berlin         |
| 26 | P    | Bjarki Már Gunnarsson     | 10 agosto 1988 (28 anni)    | 2,01 m  | 52    | 12   | EHV Aue               |
| 27 | CB   | Gunnar Steinn Jónsson     | 4 maggio 1987 (29 anni)     | 1,95 m  | 30    | 27   | IFK Kristianstad      |
| 28 | CB   | Guðmundur Hólmar Helgason | 5 agosto 1992 (24 anni)     | 1,92 m  | 19    | 6    | Cesson Rennes         |
| 30 | RB   | Ómar Ingi Magnússon       | 12 marzo 1997 (19 anni)     | 1,84 m  | 4     | 13   | Aarhus Håndbold       |
| 33 | CB   | Janus Daði Smárason       | 1º gennaio 1995 (22 anni)   | 1,84 m  | 5     | 11   | Haukar                |

### Macedonia
Commissario tecnico: Lino Červar
| N. | Pos. | Nome                | Data di nascita (età)       | Altezza | Pres. | Reti | Squadra            |
| -- | ---- | ------------------- | --------------------------- | ------- | ----- | ---- | ------------------ |
| 3  | LW   | Dejan Manaskov      | 26 agosto 1992 (24 anni)    | 1,80 m  | 38    | 117  | Rhein-Neckar Löwen |
| 5  | P    | Stojanče Stoilov    | 30 aprile 1987 (29 anni)    | 1,92 m  | 32    | 51   | RK Vardar          |
| 6  | LB   | Risto Arnaudovski   | 9 luglio 1981 (35 anni)     | 1,96 m  | 0     | 0    | SC Ferlach         |
| 7  | RB   | Kiril Lazarov       | 10 maggio 1980 (36 anni)    | 1,93 m  | 120   | 977  | FC Barcelona       |
| 8  | RB   | Vlatko Mitkov       | 16 agosto 1981 (35 anni)    | 1,92 m  | 91    | 78   | UHK Krems          |
| 10 | LB   | Stefan Drogrishki   | 9 settembre 1994 (22 anni)  | 1,93 m  | 2     | 0    | Metalurg Skopje    |
| 11 | LB   | Filip Taleski       | 28 marzo 1996 (20 anni)     | 2,02 m  | 7     | 8    | Rhein-Neckar Löwen |
| 12 | GK   | Kiril Kolev         | 18 luglio 1978 (38 anni)    | 1,96 m  | 0     | 0    | RK Pelister        |
| 13 | CB   | Filip Mirkulovski   | 14 settembre 1983 (33 anni) | 1,89 m  | 126   | 315  | HSG Wetzlar        |
| 14 | LB   | Velko Markoski      | 5 aprile 1986 (30 anni)     | 1,94 m  | 44    | 48   | RK Zagreb          |
| 17 | P    | Nikola Markoski     | 22 maggio 1990 (26 anni)    | 1,96 m  | 19    | 10   | Orosházi FKSE      |
| 20 | GK   | Blagojče Trajkovski | 6 ottobre 1986 (30 anni)    | 1,84 m  | 0     | 0    | RK Ohrid 2013      |
| 22 | RW   | Goce Georgievski    | 12 febbraio 1987 (29 anni)  | 1,85 m  | 43    | 78   | CSM București      |
| 23 | LB   | Filip Lazarov       | 21 aprile 1985 (31 anni)    | 1,97 m  | 47    | 133  | Poli Timișoara     |
| 26 | LW   | Goce Ojleski        | 10 ottobre 1989 (27 anni)   | 1,88 m  | 27    | 21   | HC Odorheiu        |
| 28 | RW   | Martin Popovski     | 26 agosto 1994 (22 anni)    | 1,77 m  | 0     | 0    | RK Vardar          |
| 29 | LB   | Marko Neloski       | 6 giugno 1996 (20 anni)     | 2,00 m  | 2     | 5    | RK Metalurg Skopje |
| 33 | P    | Žarko Peševski      | 11 aprile 1991 (25 anni)    | 1,95 m  | 11    | 17   | RK Metalurg Skopje |

### Slovenia
Commissario tecnico: Veselin Vujović
| N. | Pos. | Nome             | Data di nascita (età)       | Altezza | Pres. | Reti | Squadra           |
| -- | ---- | ---------------- | --------------------------- | ------- | ----- | ---- | ----------------- |
| 1  | GK   | Matevž Skok      | 2 settembre 1986 (30 anni)  | 1,88 m  | 63    | 0    | RK Zagreb         |
| 3  | P    | Blaž Blagotinšek | 17 gennaio 1994 (22 anni)   | 2,02 m  | 37    | 39   | MVM Veszprém      |
| 5  | LB   | Nik Henigman     | 4 dicembre 1995 (21 anni)   | 1,99 m  | 11    | 13   | RD Ribnica        |
| 6  | RW   | Gašper Marguč    | 20 agosto 1990 (26 anni)    | 1,81 m  | 69    | 236  | MVM Veszprém      |
| 7  | RB   | Vid Kavtičnik    | 24 maggio 1984 (32 anni)    | 1,91 m  | 170   | 480  | Montpellier       |
| 8  | RW   | Blaž Janc        | 20 novembre 1996 (20 anni)  | 1,87 m  | 14    | 60   | RK Celje          |
| 11 | RB   | Jure Dolenec     | 6 dicembre 1988 (28 anni)   | 1,90 m  | 106   | 380  | Montpellier       |
| 13 | LW   | Darko Cingesar   | 25 luglio 1990 (26 anni)    | 1,87 m  | 35    | 55   | RK Zagreb         |
| 15 | P    | Vid Poteko       | 5 aprile 1991 (25 anni)     | 1,94 m  | 34    | 15   | RK Celje          |
| 18 | RB   | David Miklavčič  | 29 gennaio 1983 (33 anni)   | 1,96 m  | 95    | 140  | RK Zagreb         |
| 20 | LW   | Tilen Kodrin     | 14 maggio 1994 (22 anni)    | 1,92 m  | 2     | 4    | RK Celje          |
| 22 | P    | Matej Gaber      | 22 luglio 1991 (25 anni)    | 1,97 m  | 95    | 114  | Pick Szeged       |
| 25 | CB   | Marko Bezjak     | 26 giugno 1986 (30 anni)    | 1,85 m  | 90    | 146  | SC Magdeburg      |
| 30 | LB   | Jan Grebenc      | 18 agosto 1992 (24 anni)    | 1,94 m  | 2     | 1    | RD Ribnica        |
| 32 | CB   | Miha Zarabec     | 12 ottobre 1991 (25 anni)   | 1,77 m  | 19    | 42   | RK Celje          |
| 51 | LB   | Borut Mačkovšek  | 11 settembre 1992 (24 anni) | 2,03 m  | 59    | 120  | RK Celje          |
| 90 | GK   | Urban Lesjak     | 24 agosto 1990 (26 anni)    | 1,87 m  | 26    | 0    | RK Celje          |
| 99 | GK   | Urh Kastelic     | 27 febbraio 1996 (20 anni)  | 2,01 m  | 0     | 0    | RK Maribor Branik |

### Spagna
Commissario tecnico: Jordi Ribera
| N. | Pos. | Nome                    | Data di nascita (età)       | Altezza | Pres. | Reti | Squadra            |
| -- | ---- | ----------------------- | --------------------------- | ------- | ----- | ---- | ------------------ |
| 3  | RB   | Eduardo Gurbindo        | 8 novembre 1987 (29 anni)   | 1,95 m  | 84    | 104  | HBC Nantes         |
| 6  | LW   | Ángel Fernández         | 16 settembre 1988 (28 anni) | 1,92 m  | 6     | 6    | Ciudad de Logroño  |
| 7  | LW   | Valero Rivera           | 22 febbraio 1985 (31 anni)  | 1,89 m  | 77    | 299  | FC Barcelona       |
| 8  | RW   | Víctor Tomás            | 15 febbraio 1985 (31 anni)  | 1,78 m  | 162   | 525  | FC Barcelona       |
| 9  | CB   | Raúl Entrerríos         | 12 febbraio 1981 (35 anni)  | 1,93 m  | 216   | 480  | FC Barcelona       |
| 10 | RB   | Alex Dujshebaev         | 17 dicembre 1992 (24 anni)  | 1,87 m  | 41    | 80   | RK Vardar          |
| 11 | CB   | Daniel Sarmiento        | 25 agosto 1983 (33 anni)    | 1,86 m  | 72    | 156  | Saint-Raphaël      |
| 13 | P    | Julen Aguinagalde       | 8 dicembre 1982 (34 anni)   | 1,95 m  | 149   | 393  | Vive Tauron Kielce |
| 21 | LB   | Joan Cañellas           | 30 settembre 1986 (30 anni) | 1,98 m  | 136   | 366  | RK Vardar          |
| 24 | LB   | Viran Morros            | 15 dicembre 1983 (33 anni)  | 1,99 m  | 171   | 149  | FC Barcelona       |
| 30 | P    | Gedeón Guardiola        | 10 gennaio 1984 (33 anni)   | 2,00 m  | 91    | 117  | Rhein-Neckar Löwen |
| 31 | LB   | Iosu Goñi               | 4 gennaio 1990 (27 anni)    | 1,95 m  | 10    | 14   | Pays d'Aix UC      |
| 33 | GK   | Gonzalo Pérez de Vargas | 10 gennaio 1991 (26 anni)   | 1,90 m  | 59    | 0    | FC Barcelona       |
| 44 | GK   | Rodrigo Corrales        | 24 gennaio 1991 (25 anni)   | 2,02 m  | 15    | 1    | Wisła Płock        |
| 53 | RW   | David Balaguer          | 17 agosto 1991 (25 anni)    | 1,85 m  | 0     | 0    | HBC Nantes         |
| 54 | LB   | Álex Costoya            | 6 maggio 1993 (23 anni)     | 1,93 m  | 0     | 0    | Ademar León        |
| 55 | P    | Adrià Figueras          | 31 agosto 1988 (28 anni)    | 1,92 m  | 2     | 7    | BM Granollers      |

### Tunisia
Commissario tecnico: Hafedh Zouabi
| N. | Pos. | Nome               | Data di nascita (età)       | Altezza | Pres. | Reti | Squadra                  |
| -- | ---- | ------------------ | --------------------------- | ------- | ----- | ---- | ------------------------ |
| 1  | GK   | Makram Missaoui    | 14 febbraio 1981 (35 anni)  | 1,88 m  | 156   | 0    | Club Africain            |
| 4  | RW   | Aymen Toumi        | 11 luglio 1990 (26 anni)    | 1,83 m  | 95    | 163  | Montpellier              |
| 6  | P    | Issam Tej          | 29 luglio 1979 (37 anni)    | 1,87 m  | 316   | 824  | El Jaish                 |
| 7  | LB   | Skander Zaïdi      | 23 aprile 1997 (19 anni)    | 1,97 m  | 0     | 0    | Béni Khiar               |
| 9  | RB   | Amine Bannour      | 21 febbraio 1990 (26 anni)  | 1,96 m  | 112   | 340  | Club Africain            |
| 15 | LB   | Khaled Haj Youssef | 12 gennaio 1989 (27 anni)   | 1,89 m  | 45    | 30   | Club Africain            |
| 16 | GK   | Marouane Soussi    | 21 giugno 1988 (28 anni)    | 1,94 m  | 0     | 0    | Sakiet Ezzit             |
| 19 | LB   | Mosbah Sanaï       | 26 marzo 1991 (25 anni)     | 1,91 m  | 88    | 228  | Al-Quyada                |
| 21 | LW   | Oussama Boughanmi  | 5 febbraio 1990 (26 anni)   | 1,85 m  | 113   | 496  | Espérance de Tunis       |
| 22 | CB   | Sobhi Saïed        | 26 settembre 1982 (34 anni) | 1,86 m  | 156   | 331  | Al-Gharafa               |
| 23 | RW   | Oussama Hosni      | 17 settembre 1992 (24 anni) | 1,92 m  | 59    | 74   | Club Africain            |
| 29 | RW   | Tarak Jallouz      | 1º novembre 1993 (23 anni)  | 1,83 m  | 1     | 0    | Espérance de Tunis       |
| 31 | P    | Marouan Chouiref   | 27 maggio 1990 (26 anni)    | 1,95 m  | 104   | 135  | Espérance de Tunis       |
| 39 | CB   | Mohamed Soussi     | 17 gennaio 1993 (23 anni)   | 1,94 m  | 56    | 71   | Club Africain            |
| 42 | LB   | Wael Jallouz       | 3 maggio 1991 (25 anni)     | 1,97 m  | 113   | 305  | FC Barcelona             |
| 69 | P    | Jihed Jaballah     | 29 luglio 1989 (27 anni)    | 2,04 m  | 16    | 26   | Étoile Sportive du Sahel |

## Girone C

### Bielorussia
Commissario tecnico: Yuri Shevtsov
| N. | Pos. | Nome                   | Data di nascita (età)       | Altezza | Pres. | Reti | Squadra           |
| -- | ---- | ---------------------- | --------------------------- | ------- | ----- | ---- | ----------------- |
| 2  | LW   | Ivan Brouka            | 20 aprile 1980 (36 anni)    | 1,78 m  | 169   | 544  | SKA Minsk         |
| 3  | LB   | Uladzislau Kulesh      | 28 maggio 1996 (20 anni)    | 2,00 m  | 14    | 26   | SKA Minsk         |
| 7  | LB   | Aliaksei Shynkel       | 6 luglio 1994 (22 anni)     | 2,00 m  | 2     | 3    | SKA Minsk         |
| 9  | RB   | Aleh Astrashapkin      | 20 gennaio 1992 (24 anni)   | 1,90 m  | 13    | 25   | Csurgói KK        |
| 10 | CB   | Barys Pukhouski        | 3 gennaio 1987 (30 anni)    | 1,84 m  | 155   | 676  | Motor Zaporozhye  |
| 12 | GK   | Ivan Matskevich        | 8 maggio 1991 (25 anni)     | 1,86 m  | 36    | 0    | Steaua București  |
| 15 | RW   | Dzianis Rutenka        | 14 febbraio 1986 (30 anni)  | 1,86 m  | 93    | 246  | Meshkov Brest     |
| 16 | GK   | Viachaslau Saldatsenka | 23 agosto 1994 (22 anni)    | 1,88 m  | 15    | 0    | SKA Minsk         |
| 18 | RB   | Siarhei Shylovich      | 16 maggio 1986 (30 anni)    | 1,95 m  | 114   | 363  | Meshkov Brest     |
| 22 | P    | Viachaslau Shumak      | 22 dicembre 1988 (28 anni)  | 2,03 m  | 71    | 127  | Meshkov Brest     |
| 23 | LW   | Andrei Yurynok         | 21 settembre 1996 (20 anni) | 1,98 m  | 24    | 55   | Meshkov Brest     |
| 24 | RW   | Maksim Baranau         | 11 aprile 1988 (28 anni)    | 1,88 m  | 115   | 281  | Odorheiu Secuiesc |
| 47 | CB   | Aliaksandr Padshyvalau | 8 marzo 1996 (20 anni)      | 1,88 m  | 10    | 43   | SKA Minsk         |
| 50 | P    | Artsem Karalek         | 20 febbraio 1996 (20 anni)  | 1,96 m  | 19    | 55   | Saint-Raphaël     |
| 55 | LW   | Aliaksandr Tsitou      | 28 ottobre 1986 (30 anni)   | 1,90 m  | 142   | 134  | Riihimäki Cocks   |
| 95 | CB   | Vadim Gayduchenko      | 24 aprile 1995 (21 anni)    | 1,93 m  | 0     | 0    | SKA Minsk         |

### Cile
Commissario tecnico: Mateo Garralda
| N. | Pos. | Nome                  | Data di nascita (età)      | Altezza | Pres. | Reti | Squadra             |
| -- | ---- | --------------------- | -------------------------- | ------- | ----- | ---- | ------------------- |
| 1  | GK   | Felipe Barrientos     | 12 giugno 1984 (32 anni)   | 1,87 m  | 83    | 2    | Italiano            |
| 2  | LW   | Sebastián Ceballos    | 1º luglio 1992 (24 anni)   | 1,75 m  | 20    | 40   | BM Zamora           |
| 4  | LB   | Erwin Feuchtmann      | 2 maggio 1990 (26 anni)    | 1,90 m  | 65    | 180  | SGH Insignis        |
| 6  | RW   | Pablo Baeza           | 11 novembre 1988 (28 anni) | 1,78 m  | 13    | 30   | BM Usab             |
| 7  | LB   | Diego Reyes           | 24 luglio 1992 (24 anni)   | 1,82 m  | 40    | 65   | BM Alarcos          |
| 8  | RW   | Erik Caniu            | 2 ottobre 1988 (28 anni)   | 1,85 m  | 10    | 13   | Luterano            |
| 9  | P    | Javier Frelijj        | 28 gennaio 1991 (25 anni)  | 1,90 m  | 15    | 35   | BM Inter            |
| 10 | CB   | Emil Feuchtmann       | 1º giugno 1983 (33 anni)   | 1,76 m  | 65    | 180  | Wacker Thun         |
| 11 | P    | Esteban Salinas       | 18 gennaio 1992 (24 anni)  | 1,80 m  | 49    | 105  | BM Benidorm         |
| 12 | GK   | Felipe García         | 20 novembre 1993 (23 anni) | 1,88 m  | 55    | 1    | MYK Hentbol         |
| 16 | GK   | René Oliva            | 7 marzo 1987 (29 anni)     | 1,96 m  | 66    | 0    | Ovalle              |
| 17 | RB   | Rodrigo Salinas Muñoz | 25 febbraio 1989 (27 anni) | 1,88 m  | 65    | 190  | Chartres Métropole  |
| 20 | LW   | Harald Feuchtmann     | 22 dicembre 1987 (29 anni) | 1,76 m  | 30    | 45   | DJK Waldbüttelbrunn |
| 21 | CB   | Cristián Moll Ramírez | 13 marzo 1993 (23 anni)    | 1,85 m  | 35    | 48   | Sant Joan           |
| 28 | P    | José Luis López       | 17 giugno 1998 (18 anni)   | 1,92 m  | 13    | 29   | Unión Machali       |
| 77 | LB   | Víctor Donoso         | 27 novembre 1990 (26 anni) | 1,90 m  | 30    | 40   | Junior Fasano       |

### Croazia
Commissario tecnico: Željko Babić
| N. | Pos. | Nome                 | Data di nascita (età)       | Altezza | Pres. | Reti | Squadra             |
| -- | ---- | -------------------- | --------------------------- | ------- | ----- | ---- | ------------------- |
| 1  | GK   | Ivan Stevanović      | 18 maggio 1982 (34 anni)    | 1,93 m  | 38    | 0    | RK Zagreb           |
| 2  | LW   | Lovro Mihić          | 25 agosto 1994 (22 anni)    | 1,80 m  | 6     | 10   | Wisła Płock         |
| 5  | CB   | Domagoj Duvnjak      | 1º giugno 1988 (28 anni)    | 1,97 m  | 175   | 576  | THW Kiel            |
| 7  | RB   | Luka Stepančić       | 20 novembre 1990 (26 anni)  | 2,03 m  | 42    | 92   | Paris Saint-Germain |
| 10 | LB   | Jakov Gojun          | 18 aprile 1986 (30 anni)    | 2,04 m  | 17    | 19   | Füchse Berlin       |
| 11 | RW   | Jerko Matulić        | 20 aprile 1990 (26 anni)    | 1,87 m  | 28    | 59   | HBC Nantes          |
| 12 | GK   | Ivan Pešić           | 17 marzo 1989 (27 anni)     | 1,93 m  | 34    | 1    | Meshkov Brest       |
| 13 | RW   | Zlatko Horvat        | 25 settembre 1984 (32 anni) | 1,79 m  | 134   | 387  | RK Zagreb           |
| 16 | GK   | Filip Ivić           | 30 agosto 1992 (24 anni)    | 1,95 m  | 37    | 0    | Vive Targi Kielce   |
| 20 | P    | Tin Kontrec          | 9 settembre 1989 (27 anni)  | 1,96 m  | 4     | 3    | RK Zagreb           |
| 22 | RW   | Josip Božić-Pavletić | 6 agosto 1994 (22 anni)     | 1,87 m  | 0     | 0    | Nexe Našice         |
| 23 | LB   | Stipe Mandalinić     | 9 settembre 1992 (24 anni)  | 1,95 m  | 19    | 18   | RK Zagreb           |
| 26 | LW   | Manuel Štrlek        | 1º dicembre 1988 (28 anni)  | 1,81 m  | 122   | 429  | Vive Targi Kielce   |
| 28 | P    | Željko Musa          | 8 gennaio 1986 (31 anni)    | 2,00 m  | 84    | 56   | SC Magdeburg        |
| 29 | CB   | Lovro Jotić          | 12 novembre 1994 (22 anni)  | 1,91 m  | 0     | 0    | RK Zagreb           |
| 30 | LB   | Marko Mamić          | 6 marzo 1994 (22 anni)      | 2,00 m  | 25    | 27   | Dunkerque           |
| 31 | RB   | Luka Šebetić         | 26 maggio 1994 (22 anni)    | 1,98 m  | 13    | 24   | RK Zagreb           |
| 33 | CB   | Luka Cindrić         | 5 luglio 1993 (23 anni)     | 1,82 m  | 24    | 28   | RK Vardar           |

### Germania
Commissario tecnico: Dagur Sigurðsson
| N. | Pos. | Nome               | Data di nascita (età)      | Altezza | Pres. | Reti | Squadra                |
| -- | ---- | ------------------ | -------------------------- | ------- | ----- | ---- | ---------------------- |
| 3  | LW   | Uwe Gensheimer     | 26 ottobre 1986 (30 anni)  | 1,88 m  | 132   | 590  | Paris Saint-Germain    |
| 6  | LB   | Finn Lemke         | 30 aprile 1992 (24 anni)   | 2,10 m  | 45    | 21   | SC Magdeburg           |
| 7  | P    | Patrick Wiencek    | 22 marzo 1989 (27 anni)    | 2,01 m  | 96    | 220  | THW Kiel               |
| 9  | RW   | Tobias Reichmann   | 27 maggio 1988 (28 anni)   | 1,88 m  | 59    | 185  | Vive Targi Kielce      |
| 11 | RB   | Holger Glandorf    | 30 marzo 1983 (33 anni)    | 1,97 m  | 168   | 579  | SG Flensburg-Handewitt |
| 12 | GK   | Silvio Heinevetter | 21 ottobre 1984 (32 anni)  | 1,94 m  | 152   | 1    | Füchse Berlin          |
| 13 | P    | Hendrik Pekeler    | 2 luglio 1991 (25 anni)    | 2,03 m  | 62    | 90   | Rhein-Neckar Löwen     |
| 23 | LB   | Steffen Fäth       | 4 aprile 1990 (26 anni)    | 1,95 m  | 45    | 86   | Füchse Berlin          |
| 24 | RW   | Patrick Groetzki   | 4 luglio 1989 (27 anni)    | 1,89 m  | 104   | 283  | Rhein-Neckar Löwen     |
| 25 | RB   | Kai Häfner         | 10 luglio 1989 (27 anni)   | 1,92 m  | 43    | 95   | TSV Hannover-Burgdorf  |
| 33 | GK   | Andreas Wolff      | 3 marzo 1991 (25 anni)     | 1,98 m  | 44    | 6    | THW Kiel               |
| 34 | LW   | Rune Dahmke        | 10 aprile 1993 (23 anni)   | 1,89 m  | 22    | 52   | THW Kiel               |
| 35 | LB   | Julius Kühn        | 1º aprile 1993 (23 anni)   | 1,98 m  | 23    | 80   | VfL Gummersbach        |
| 40 | CB   | Simon Ernst        | 2 aprile 1994 (22 anni)    | 1,95 m  | 30    | 33   | VfL Gummersbach        |
| 43 | CB   | Niclas Pieczkowski | 28 dicembre 1989 (27 anni) | 1,93 m  | 23    | 26   | SC DHfK Leipzig        |
| 48 | P    | Jannik Kohlbacher  | 19 luglio 1995 (21 anni)   | 1,93 m  | 23    | 48   | HSG Wetzlar            |
| 95 | CB   | Paul Drux          | 7 febbraio 1995 (21 anni)  | 1,92 m  | 44    | 98   | Füchse Berlin          |

### Ungheria
Commissario tecnico: Xavi Sabaté
| N. | Pos. | Nome              | Data di nascita (età)       | Altezza | Pres. | Reti | Squadra               |
| -- | ---- | ----------------- | --------------------------- | ------- | ----- | ---- | --------------------- |
| 2  | RB   | Zsolt Balogh      | 29 marzo 1989 (27 anni)     | 1,89 m  | 25    | 48   | Pick Szeged           |
| 5  | P    | Timuzsin Schuch   | 5 giugno 1985 (31 anni)     | 1,97 m  | 142   | 74   | MVM Veszprém          |
| 7  | CB   | Gábor Császár     | 16 giugno 1984 (32 anni)    | 1,86 m  | 227   | 789  | Kadetten Schaffhausen |
| 10 | RW   | Gergely Harsányi  | 3 maggio 1981 (35 anni)     | 1,91 m  | 172   | 258  | Tatabánya KC          |
| 11 | LB   | Patrik Ligetvári  | 13 febbraio 1996 (20 anni)  | 2,01 m  | 6     | 6    | MVM Veszprém          |
| 12 | GK   | Nándor Fazekas    | 16 ottobre 1976 (40 anni)   | 1,92 m  | 229   | 1    | Balatonfüredi KSE     |
| 16 | GK   | Roland Mikler     | 20 settembre 1984 (32 anni) | 1,90 m  | 166   | 0    | MVM Veszprém          |
| 19 | RB   | László Nagy       | 3 marzo 1981 (35 anni)      | 2,08 m  | 193   | 724  | MVM Veszprém          |
| 20 | RW   | Péter Gulyás      | 4 marzo 1984 (32 anni)      | 2,00 m  | 108   | 214  | MVM Veszprém          |
| 22 | LB   | Iman Jamali       | 11 ottobre 1991 (25 anni)   | 2,02 m  | 18    | 40   | HC Meshkov Brest      |
| 25 | P    | Szabolcs Zubai    | 31 marzo 1984 (32 anni)     | 1,91 m  | 204   | 303  | Pick Szeged           |
| 27 | P    | Bence Bánhidi     | 9 febbraio 1995 (21 anni)   | 2,04 m  | 30    | 64   | Pick Szeged           |
| 28 | P    | Szabolcs Szöllősi | 28 gennaio 1989 (27 anni)   | 1,94 m  | 62    | 94   | Tatabánya KC          |
| 29 | CB   | Ádám Juhász       | 6 giugno 1996 (20 anni)     | 1,83 m  | 6     | 11   | Tatabánya KC          |
| 33 | RB   | Gábor Ancsin      | 27 novembre 1990 (26 anni)  | 2,02 m  | 83    | 184  | MVM Veszprém          |
| 39 | LB   | Richárd Bodó      | 13 marzo 1993 (23 anni)     | 2,03 m  | 29    | 86   | Pick Szeged           |
| 66 | CB   | Máté Lékai        | 16 giugno 1988 (28 anni)    | 1,90 m  | 102   | 228  | MVM Veszprém          |

### Arabia Saudita
Commissario tecnico: Nenad Kljaić
| N. | Pos. | Nome               | Data di nascita (età)      | Altezza | Pres. | Reti | Squadra    |
| -- | ---- | ------------------ | -------------------------- | ------- | ----- | ---- | ---------- |
| 1  | P    | Ali Al-Ibrahim     | 24 aprile 1997 (19 anni)   | 1,81 m  | 14    | 29   | Al-Ahli    |
| 3  | LW   | Abdullah Al-Abbas  | 30 gennaio 1992 (24 anni)  | 1,65 m  | 45    | 160  | Al-Noor    |
| 5  | P    | Hassan Al-Janabi   | 25 luglio 1983 (33 anni)   | 1,86 m  | 59    | 73   | Mudhar     |
| 7  | CB   | Sadiq Al-Mohsin    | 23 ottobre 1997 (19 anni)  | 1,80 m  | 19    | 110  | Al-Moheet  |
| 8  | CB   | Abdullah Al-Hammad | 10 ottobre 1990 (26 anni)  | 1,85 m  | 83    | 109  | Al-Noor    |
| 12 | GK   | Manaf Al-Saeed     | 19 maggio 1976 (40 anni)   | 1,89 m  | 206   | 14   | Al-Noor    |
| 13 | RW   | Abdulazez Saeed    | 28 gennaio 1990 (26 anni)  | 1,89 m  | 14    | 10   | Al-Ahli    |
| 15 | RW   | Ahmed Al-Abdulali  | 18 giugno 1988 (28 anni)   | 1,82 m  | 113   | 281  | Mudhar     |
| 16 | GK   | Mohammad Al-Salem  | 3 aprile 1986 (30 anni)    | 1,85 m  | 131   | 6    | Al-Noor    |
| 18 | CB   | Fahad Al-Farhan    | 25 ottobre 1995 (21 anni)  | 1,76 m  | 6     | 1    | Al-Rawdhah |
| 22 | P    | Mahdi Al-Salem     | 16 febbraio 1990 (26 anni) | 1,85 m  | 119   | 382  | Al-Noor    |
| 23 | GK   | Nawaf Al-Mutairi   | 13 aprile 1989 (27 anni)   | 1,90 m  | 7     | 0    | Al-Wehda   |
| 24 | CB   | Hisham Al-Obaidi   | 20 marzo 1988 (28 anni)    | 1,82 m  | 117   | 317  | Al-Noor    |
| 33 | LW   | Muneer Abu Alrahi  | 25 marzo 1990 (26 anni)    | 1,70 m  | 30    | 60   | Mudhar     |
| 37 | CB   | Mohammed Al-Abbas  | 19 dicembre 1992 (24 anni) | 1,68 m  | 74    | 146  | Mudhar     |
| 39 | CB   | Hassan Al-Khadrawi | 2 marzo 1990 (26 anni)     | 1,74 m  | 18    | 46   | Mudhar     |
| 57 | CB   | Mojtaba Al-Salem   | 15 giugno 1994 (22 anni)   | 1,81 m  | 39    | 110  | Al-Noor    |
| 87 | CB   | Mohammed Al-Zaer   | 2 febbraio 1987 (29 anni)  | 1,82 m  | 79    | 180  | Mudhar     |

## Girone D

### Argentina
Commissario tecnico: Eduardo Gallardo
| N. | Pos. | Nome                    | Data di nascita (età)       | Altezza | Pres. | Reti | Squadra             |
| -- | ---- | ----------------------- | --------------------------- | ------- | ----- | ---- | ------------------- |
| 1  | GK   | Matías Schulz           | 12 febbraio 1982 (34 anni)  | 1,90 m  | 177   | 0    | Pfadi Winterthur    |
| 2  | LW   | Federico Fernández      | 17 ottobre 1989 (27 anni)   | 1,91 m  | 99    | 349  | UNLu                |
| 3  | RW   | Federico Pizarro        | 6 luglio 1986 (30 anni)     | 1,83 m  | 132   | 592  | UNLu                |
| 4  | CB   | Sebastián Simonet       | 12 maggio 1986 (30 anni)    | 1,90 m  | 81    | 345  | Ademar León         |
| 5  | P    | Pablo Sebastián Portela | 21 giugno 1980 (36 anni)    | 1,92 m  | 132   | 68   | Colegio Ward        |
| 6  | CB   | Diego Simonet           | 26 dicembre 1989 (27 anni)  | 1,89 m  | 90    | 458  | Montpellier         |
| 8  | LB   | Pablo Simonet           | 4 maggio 1992 (24 anni)     | 1,85 m  | 53    | 118  | CB Benidorm         |
| 9  | RB   | Leonardo Facundo Querín | 17 aprile 1982 (34 anni)    | 1,97 m  | 164   | 244  | Billère             |
| 10 | RB   | Federico Matías Vieyra  | 21 luglio 1988 (28 anni)    | 1,92 m  | 105   | 249  | Ademar León         |
| 11 | P    | Lucas Moscariello       | 19 febbraio 1992 (24 anni)  | 1,90 m  | 22    | 58   | Villa de Aranda     |
| 12 | GK   | Fernando Gabriel García | 31 agosto 1981 (35 anni)    | 1,90 m  | 198   | 5    | Vernon Saint-Marcel |
| 13 | CB   | Juan Pablo Fernández    | 30 settembre 1988 (28 anni) | 1,92 m  | 104   | 309  | UNLu                |
| 15 | P    | Gonzalo Carou           | 15 agosto 1979 (37 anni)    | 1,90 m  | 207   | 462  | Ademar León         |
| 18 | LW   | Adrián Portela          | 8 marzo 1986 (30 anni)      | 1,85 m  | 42    | 116  | River Plate         |
| 23 | CB   | Julián Souto Cueto      | 1º ottobre 1992 (24 anni)   | 1,81 m  | 37    | 148  | Villa Ballester     |
| 24 | LB   | Sebastien Dechamps      | 12 gennaio 1994 (22 anni)   | 1,84 m  | 15    | 65   | Quilmes             |
| 25 | RW   | Pablo Vainstein         | 18 luglio 1987 (29 anni)    | 1,84 m  | 40    | 55   | Ciudad Encantada    |

### Bahrein
Commissario tecnico: Salah Bouchekriou
| N. | Pos. | Nome                | Data di nascita (età)      | Altezza | Pres. | Reti | Squadra     |
| -- | ---- | ------------------- | -------------------------- | ------- | ----- | ---- | ----------- |
| 3  | P    | Ali Eid             | 18 gennaio 1991 (25 anni)  | 1,78 m  | 45    | 110  | Al-Najma    |
| 7  | RB   | Ali Merza           | 7 luglio 1988 (28 anni)    | 1,79 m  | 65    | 360  | Al-Najma    |
| 8  | P    | Hasan Shebab        | 12 ottobre 1988 (28 anni)  | 1,78 m  | 55    | 250  | Al-Najma    |
| 9  | RW   | Hasan Al-Samahiji   | 22 febbraio 1991 (25 anni) | 1,74 m  | 50    | 270  | Al-Ahli     |
| 12 | GK   | Husain Al-Qaidoom   | 21 novembre 1986 (30 anni) | 1,65 m  | 30    | 0    | Bahrain SC  |
| 14 | LW   | Mahmood Abdulqader  | 4 ottobre 1983 (33 anni)   | 1,76 m  | 65    | 450  | Barbar Club |
| 19 | P    | Mohamed Merza       | 17 aprile 1987 (29 anni)   | 1,93 m  | 45    | 210  | Al-Ahli     |
| 21 | GK   | Mohamed Abdulhusain | 12 agosto 1989 (27 anni)   | 1,90 m  | 112   | 30   | Al-Najma    |
| 27 | RW   | Bilal Basham        | 7 aprile 1991 (25 anni)    | 1,77 m  | 35    | 155  | Al-Najma    |
| 50 | LB   | Ahmed Al-Maqabi     | 26 ottobre 1994 (22 anni)  | 1,75 m  | 45    | 165  | Barbar Club |
| 51 | LB   | Mohamed Al-Maqabi   | 14 luglio 1988 (28 anni)   | 1,81 m  | 75    | 160  | Al-Ahli     |
| 66 | LB   | Komail Mahfoodh     | 28 aprile 1992 (24 anni)   | 1,77 m  | 30    | 150  | Al-Najma    |
| 77 | LB   | Jasim Al-Salatna    | 23 marzo 1989 (27 anni)    | 1,88 m  | 90    | 550  | Al-Ahli     |
| 86 | GK   | Ali Khamis          | 9 agosto 1986 (30 anni)    | 1,80 m  | 50    | 6    | Ettifaq FC  |
| 89 | LW   | Mahdi Saad          | 15 marzo 1989 (27 anni)    | 1,77 m  | 50    | 230  | Al-Ahli     |
| 93 | RW   | Mohamed Habib       | 20 luglio 1993 (23 anni)   | 1,85 m  | 78    | 480  | Barbar Club |
| 99 | CB   | Husain Al-Sayyad    | 14 gennaio 1988 (28 anni)  | 1,75 m  | 117   | 650  | Al-Noor     |

### Danimarca
Commissario tecnico: Guðmundur Guðmundsson
| N. | Pos. | Nome                    | Data di nascita (età)       | Altezza | Pres. | Reti | Squadra                |
| -- | ---- | ----------------------- | --------------------------- | ------- | ----- | ---- | ---------------------- |
| 1  | GK   | Niklas Landin Jacobsen  | 19 dicembre 1988 (28 anni)  | 2,01 m  | 158   | 4    | THW Kiel               |
| 3  | RB   | Niclas Kirkeløkke       | 26 marzo 1994 (22 anni)     | 1,95 m  | 5     | 8    | GOG Håndbold           |
| 4  | LW   | Magnus Landin Jacobsen  | 20 agosto 1995 (21 anni)    | 1,96 m  | 11    | 18   | KIF Kolding København  |
| 5  | CB   | Mads Mensah Larsen      | 12 agosto 1991 (25 anni)    | 1,88 m  | 81    | 174  | Rhein-Neckar Löwen     |
| 6  | LW   | Casper Ulrich Mortensen | 14 dicembre 1989 (27 anni)  | 1,90 m  | 87    | 249  | TSV Hannover-Burgdorf  |
| 15 | P    | Jesper Nøddesbo         | 23 ottobre 1980 (36 anni)   | 1,99 m  | 217   | 440  | FC Barcelona           |
| 16 | GK   | Jannick Green           | 29 settembre 1988 (28 anni) | 1,95 m  | 85    | 1    | SC Magdeburg           |
| 17 | RW   | Lasse Svan Hansen       | 31 agosto 1983 (33 anni)    | 1,85 m  | 171   | 378  | SG Flensburg-Handewitt |
| 18 | RW   | Hans Lindberg           | 1º agosto 1981 (35 anni)    | 1,88 m  | 232   | 628  | Füchse Berlin          |
| 19 | P    | Rene Toft Hansen        | 1º novembre 1984 (32 anni)  | 2,00 m  | 114   | 175  | THW Kiel               |
| 21 | LB   | Henrik Møllgaard        | 2 gennaio 1985 (32 anni)    | 1,96 m  | 105   | 144  | Paris Saint-Germain    |
| 22 | RB   | Kasper Søndergaard      | 9 giugno 1981 (35 anni)     | 1,92 m  | 176   | 376  | Skjern Håndbold        |
| 23 | P    | Henrik Toft Hansen      | 18 dicembre 1986 (30 anni)  | 2,00 m  | 93    | 172  | SG Flensburg-Handewitt |
| 24 | LB   | Mikkel Hansen           | 22 ottobre 1987 (29 anni)   | 1,92 m  | 163   | 774  | Paris Saint-Germain    |
| 25 | CB   | Morten Olsen            | 11 ottobre 1984 (32 anni)   | 1,84 m  | 48    | 141  | TSV Hannover-Burgdorf  |
| 27 | LB   | Michael Damgaard        | 18 marzo 1990 (26 anni)     | 1,92 m  | 45    | 102  | SC Magdeburg           |
| 28 | CB   | Lasse Andersson         | 11 marzo 1994 (22 anni)     | 1,95 m  | 13    | 17   | FC Barcelona           |

### Egitto
Commissario tecnico: Marwan Ragab
| N. | Pos. | Nome                   | Data di nascita (età)       | Altezza | Pres. | Reti | Squadra           |
| -- | ---- | ---------------------- | --------------------------- | ------- | ----- | ---- | ----------------- |
| 3  | RB   | Mamdouh Abouebaid      | 1º gennaio 1988 (29 anni)   | 1,87 m  | 144   | 512  | Al Ahly           |
| 5  | RW   | Yahia Omar             | 9 settembre 1997 (19 anni)  | 1,98 m  | 37    | 97   | Zamalek SC        |
| 8  | P    | Mahmoud Ramadan        | 7 marzo 1984 (32 anni)      | 1,85 m  | 178   | 633  | Al Ahly           |
| 9  | CB   | Eslam Issa             | 2 luglio 1988 (28 anni)     | 1,90 m  | 233   | 655  | Al Ahly           |
| 10 | RB   | Abouelfetoh Abdelrazek | 12 febbraio 1987 (29 anni)  | 1,93 m  | 125   | 457  | Smouha SC         |
| 17 | LW   | Ahmed Khairy           | 15 settembre 1994 (22 anni) | 1,88 m  | 66    | 178  | Al Gazira         |
| 19 | CB   | Mohamed El-Bassiouny   | 10 maggio 1990 (26 anni)    | 1,86 m  | 136   | 399  | Alexandria SC     |
| 24 | P    | Ibrahim El-Masry       | 11 marzo 1989 (27 anni)     | 1,95 m  | 133   | 178  | Al Ahly           |
| 28 | LB   | Abdelrahman Abdou      | 30 gennaio 1996 (20 anni)   | 1,92 m  | 29    | 89   | Al Ahly           |
| 39 | LB   | Yehia El-Deraa         | 17 luglio 1995 (21 anni)    | 1,90 m  | 77    | 266  | Heliopolice       |
| 66 | RB   | Ahmed El-Ahmar         | 27 gennaio 1984 (32 anni)   | 1,89 m  | 377   | 723  | Zamalek           |
| 86 | GK   | Hady Shahin            | 2 settembre 1986 (30 anni)  | 1,96 m  | 180   | 0    | Heliopolis SC     |
| 88 | GK   | Karim Handawy          | 1º maggio 1988 (28 anni)    | 1,88 m  | 190   | 0    | Al Ahly           |
| 89 | P    | Mohamed Mamdouh        | 4 gennaio 1989 (27 anni)    | 1,91 m  | 189   | 522  | Pays d’Aix        |
| 91 | RW   | Mohamed Sanad          | 16 gennaio 1991 (25 anni)   | 1,91 m  | 150   | 567  | Ciudad de Logroño |
| 92 | LW   | Karim Abdelrahim       | 27 ottobre 1992 (24 anni)   | 1,87 m  | 72    | 145  | Zamalek           |

### Qatar
Commissario tecnico: Valero Rivera López
| N. | Pos. | Nome                  | Data di nascita (età)       | Altezza | Pres. | Reti | Squadra                     |
| -- | ---- | --------------------- | --------------------------- | ------- | ----- | ---- | --------------------------- |
| 4  | P    | Hassan Mabrouk        | 29 luglio 1982 (34 anni)    | 1,90 m  | 36    | 65   | El Jaish                    |
| 5  | RB   | Mustafa Alsaltialkrad | 16 marzo 1987 (29 anni)     | 1,86 m  | 14    | 22   | Al Sadd                     |
| 7  | LB   | Bertrand Roiné        | 17 febbraio 1981 (35 anni)  | 1,96 m  | 46    | 81   | Lekhwiya                    |
| 9  | LB   | Rafael Capote         | 5 ottobre 1987 (29 anni)    | 1,98 m  | 40    | 170  | El Jaish                    |
| 10 | RW   | Abdulla Al-Karbi      | 10 giugno 1990 (26 anni)    | 1,77 m  | 42    | 112  | Al Sadd                     |
| 11 | LW   | Abdulrazzaq Murad     | 29 giugno 1990 (26 anni)    | 1,86 m  | 78    | 180  | Al-Gharafa                  |
| 12 | GK   | Danijel Šarić         | 27 giugno 1977 (39 anni)    | 1,95 m  | 28    | 0    | Al Qiyada                   |
| 13 | RB   | Ahmed Abdelhak        | 14 febbraio 1988 (28 anni)  | 1,85 m  | 7     | 17   | Al-Gharafa                  |
| 14 | P    | Bassel Al-Rayes       | 4 marzo 1979 (37 anni)      | 1,80 m  | 45    | 159  | Al-Rayan                    |
| 20 | CB   | Omar Al-Safadi        | 4 settembre 1994 (22 anni)  | 1,82 m  | 23    | 48   | Al-Rayan                    |
| 24 | LB   | Wajdi Sinen           | 17 settembre 1990 (26 anni) | 1,93 m  | 60    | 221  | Lekhwiya                    |
| 25 | CB   | Kamalaldin Mallash    | 1º gennaio 1992 (25 anni)   | 1,80 m  | 68    | 120  | El Jaish                    |
| 31 | LW   | Ahmad Madadi          | 31 agosto 1994 (22 anni)    | 1,80 m  | 23    | 60   | Lekhwiya                    |
| 41 | P    | Youssef Benali        | 28 maggio 1987 (29 anni)    | 1,93 m  | 37    | 94   | Espérance Sportive de Tunis |
| 55 | CB   | Abdelrahman Abdalla   | 1º gennaio 1994 (23 anni)   | 1,89 m  | 23    | 38   | El Jaish                    |
| 85 | GK   | Yousuf Al-Abdulla     | 26 febbraio 1985 (31 anni)  | 1,78 m  | 33    | 0    | Al-Gharafa                  |
| 86 | CB   | Mahmoud Hassaballa    | 22 novembre 1986 (30 anni)  | 1,84 m  | 31    | 70   | Al Sadd                     |
| 92 | LW   | Anis Zouaoui          | 7 febbraio 1992 (24 anni)   | 1,84 m  | 2     | 10   | Al Sadd                     |

### Svezia
Commissario tecnico: Kristján Andrésson
| N. | Pos. | Nome               | Data di nascita (età)       | Altezza | Pres. | Reti | Squadra               |
| -- | ---- | ------------------ | --------------------------- | ------- | ----- | ---- | --------------------- |
| 5  | LB   | Simon Jeppsson     | 15 luglio 1995 (21 anni)    | 2,03 m  | 5     | 15   | Lugi HF               |
| 7  | P    | Max Darj           | 27 settembre 1991 (25 anni) | 1,92 m  | 10    | 9    | Alingsås HK           |
| 9  | LW   | Jerry Tollbring    | 13 settembre 1995 (21 anni) | 1,82 m  | 15    | 51   | IFK Kristianstad      |
| 10 | RW   | Niclas Ekberg      | 23 dicembre 1988 (28 anni)  | 1,91 m  | 140   | 563  | THW Kiel              |
| 12 | GK   | Andreas Palicka    | 10 luglio 1986 (30 anni)    | 1,89 m  | 61    | 0    | Rhein-Neckar Löwen    |
| 14 | CB   | Jesper Konradsson  | 4 giugno 1994 (22 anni)     | 1,84 m  | 30    | 39   | Alingsås HK           |
| 18 | P    | Fredric Pettersson | 11 febbraio 1989 (27 anni)  | 2,01 m  | 14    | 25   | Fenix Toulouse        |
| 20 | GK   | Mikael Appelgren   | 6 settembre 1989 (27 anni)  | 1,91 m  | 49    | 1    | Rhein-Neckar Löwen    |
| 21 | LW   | Emil Frend Öfors   | 13 settembre 1994 (22 anni) | 1,93 m  | 0     | 0    | Alingsås HK           |
| 23 | RB   | Albin Lagergren    | 11 settembre 1992 (24 anni) | 1,86 m  | 10    | 17   | IFK Kristianstad      |
| 24 | CB   | Jim Gottfridsson   | 2 settembre 1992 (24 anni)  | 1,91 m  | 37    | 120  | Flensburg-Handewitt   |
| 28 | LB   | Philip Stenmalm    | 3 marzo 1992 (24 anni)      | 2,00 m  | 33    | 56   | KIF Kolding København |
| 32 | RW   | Mattias Zachrisson | 22 agosto 1990 (26 anni)    | 1,78 m  | 88    | 162  | Füchse Berlin         |
| 35 | P    | Andreas Nilsson    | 12 aprile 1990 (26 anni)    | 1,97 m  | 107   | 241  | MVM Veszprém          |
| 36 | P    | Jesper Nielsen     | 30 agosto 1989 (27 anni)    | 2,00 m  | 78    | 90   | Paris Saint-Germain   |
| 65 | LB   | Lukas Nilsson      | 16 novembre 1996 (20 anni)  | 1,94 m  | 29    | 76   | THW Kiel              |